# Gonzalo Alonso Sánchez
Gonzalo Alonso Sánchez (Serradilla, Cáceres, 7 de enero de 1927 – Serradilla, 18 de agosto de 1993) es un poeta en extremeño.

## Vida
Educado en la escuela graduada de su población natal, se dedicó inicialmente a la agricultura y la ganadería, y más tarde al comercio. Junto con estas actividades, desarrolló una vocación por la poesía que desarrolló en un estilo popular. Escribió para revistas y libros de festejos, pero durante su vida no se editó su obra. Solo en 1994, un año después de su fallecimiento, se recogieron y publicaron sus obras completas.